# Ezra Hendrickson
Ezra Hendrickson (Layou, 16 de janeiro de 1972) é um ex-futebolista e treinador de futebol de São Vicente e Granadinas qie atuava como zagueiro. Atualmente comanda o São Vicente e Granadinas.

## Carreira em clubes
Hendrickson fez toda sua carreira como jogador no futebol dos Estados Unidos, estreando em 1994 pelo Des Moines Menace, jogando também pelo New Orleans Riverboat Gamblers por 2 temporadas.
Na Major League Soccer, defendeu MetroStars (atual New York Red Bulls), Los Angeles Galaxy, Dallas Burn (atual FC Dallas), D.C. United, Chivas USA e Columbus Crew, onde encerrou a carreira em 2008. Durante este período, teve uma curta passagem pelo Charleston Battery, que durou 4 jogos.

## Seleção
A estreia de Hendrickson pela Seleção São-Vicentina foi em 1995, numa partida contra Barbados. Das 36 partidas que disputou, 24 foram por Elimimatórias da Copa do Mundo (1998, 2002 e 2006. Seus 2 gols pela seleção foram contra o Haiti, pela Copa do Caribe de 1996, mesmo ano em que disputou a única Copa Ouro na história de São Vicente e Granadinas (que caiu ainda na primeira fase).

## Pós-aposentadoria
Após deixar os gramados, EZ virou auxiliar-técnico no Seattle Sounders, onde permaneceu até 2014. Um ano depois, fez sua estreia como treinador no time B (atualmente chamado Tacoma Defiance), paralelamente às funções de auxiliar na seleção de seu país. Foi também assistente no Los Angeles Galaxy e no Columbus Crew.
Em novembro de 2021, foi anunciado como novo treinador do Chicago Fire.

## Títulos
Los Angeles Galaxy
- Liga dos Campeões da CONCACAF: 2000
- MLS Cup: 2002
- MLS Supporters' Shield: 1998, 2002

D.C. United
- MLS Cup: 2004

Columbus Crew
- MLS Cup: 2008
- MLS Supporters' Shield: 2008

### Individuais
- Defensor do ano da USISL Select League: 1996[4]